# Syntrichia rigescens
Syntrichia rigescens là một loài Rêu trong họ Pottiaceae. Loài này được (Broth. & Geh.) Ochyra miêu tả khoa học đầu tiên năm 1992.